# Collapser
Collapser is het tweede studioalbum van de Amerikaanse punkband Banner Pilot. Het album werd uitgegeven op 1 september 2009 via het platenlabel Fat Wreck Chords op cd en (gekleurd) vinyl. Collapser is het eerste studioalbum waar gitarist Corey Ayd aan heeft meegewerkt. Het bereikte de veertiende plek in de "Best of 2009"-lijst van Punknews.org.

## Nummers
1. "Central Standard" - 2:50
2. "Pensacola" - 1:49
3. "Greenwood" - 3:10
4. "Starting At An Ending" - 3:16
5. "Skeleton Key" - 3:02
6. "Northern Skyline" - 2:58
7. "Drains To The Mississippi" - 3:05
8. "Farewell To Iron Bastards" - 2:41
9. "Empty Lot" - 2:21
10. "Hold Me Up" - 2:47
11. "Losing Daylight" - 2:54
12. "Write It Down" - 3:23

## Band
- Nick Johnson - gitaar, zang
- Nate Gangelhoff - basgitaar
- Corey Ayd - gitaar, achtergrondzang
- Danny Elston-Jones - drums